# Asplenium × protomajoricum
Asplenium × protomajoricum là một loài dương xỉ trong họ Aspleniaceae. Loài này được Pangua & C.Prada mô tả khoa học đầu tiên năm 1992.
Danh pháp khoa học của loài này chưa được làm sáng tỏ. 